# 津田敦
津田 敦（つだ あつし） は、日本の生態学者。国立大学法人東京大学理事・副学長、東京大学大気海洋研究所教授。元日本海洋学会副会長。

## 人物・経歴
1977年東京都立西高等学校卒業。
1982年北海道大学水産学部水産増殖学科卒業。
1987年東京大学大学院農学生命科学研究科博士課程修了、農学博士、東京大学大学院研究生。
1988年東京大学海洋研究所助手。
1996年水産庁北海道区水産研究所海洋環境部生物環境研究室室長。
2001年独立行政法人水産総合研究センター北海道区水産研究所亜寒帯海洋環境部生物環境研究室室長。
2003年東京大学海洋研究所浮遊生物分野助教授。同年日本プランクトン学会論文賞受賞。
2007年滋賀県生態学琵琶湖賞受賞。
2009年日本海洋学会日高論文賞受賞。
2010年東京大学大気海洋研究所浮遊生物分野准教授。
2011年東京大学大気海洋研究所浮遊生物分野教授。
2012年水産研究・教育機構研究課題評価会議外部委員。同年日本海洋学会賞受賞。
2013年東京大学総長補佐。
2015年東京大学大気海洋研究所所長、海洋研究開発機構海洋研究推進委員会委員、文部科学省科学技術・学術審議会海洋開発分科会臨時委員、北海道大学低温科学研究所協議会委員、九州大学応用力学研究所協議会委員、東京大学地震研究所協議会委員。
2016年北極域共同研究推進拠点運営委員、文部科学省南極地域観測統合推進本部総会委員。
2017年日本プランクトン学会会長。同年日本プランクトン学会論文賞受賞。
2018年情報・システム研究機構国立極地研究所運営会議委員。
2019年東京大学副学長（地域連携、渉外・卒業生、復興支援）、東京大学復興支援室長、東京大学社会連携本部副本部長。
2021年東京大学執行役・副学長（社会連携推進）、東京大学EMP室長、東京大学社会連携本部長。
2023年東京大学理事・副学長（150周年記念事業、社会連携・産学官協創）、東京大学EMP室長、東京大学社会連携本部長。